# Twice
Twice (кор. 트와이스; яп. トゥワイス, читається як Твайс) — південнокорейський жіночий гурт, сформований агентством JYP Entertainment у 2015 році за допомогою реаліті-шоу Sixteen. Гурт складається з дев'яти учасниць: Найон,Чоньон, Хіраї Момо, Сана, Джіхьо, Міна, Дахьон, Чейон і Цзуї. Гурт дебютував 20 жовтня 2015 з мініальбомом The Story Begins.
Популярність Twice зросла у 2016 році після виходу синглу «Cheer Up»: пісня очолила Gaon Digital Chart і стала кращим синглом року. Також вона отримала відзнаку «Пісня року» від Melon Music Awards та Mnet Asian Music Awards. Їхній наступний сингл TT з третього мініальбому Twicecoaster: Lane 1 протримався на першому місці впродовж чотирьох тижнів. Мініальбом мав найкращі продажі серед усіх південнокорейських жіночих поп-гуртів у 2016, з реалізованими 350,852 копіями на кінець року. Через 19 місяців після дебюту гурт мав понад 1,2 мільйонів продажів своїх чотирьох мініальбомів та спеціального альбому. Зараз Twice є найуспішнішим жіночим гуртом за всю історію.
В Японії Twice офіційно дебютували 28 червня 2017 під Warner Music Japan, випустивши першу збірку #Twice. Альбом дебютував з другого місця на Oricon Albums Chart, отримавши 136,157 продажів протягом перших семи днів, ставши найкращим за продажами серед південнокорейських виконавців та виконавиць в Японії за останні два роки. Після цього в жовтні Twice випустили перший оригінальний японський сингл 1 More Time. З більш ніж 250,000 продажами, Twice стали першим південнокорейським жіночим гуртом який отримав платиновий сертифікат Японської асоціації звукозаписних компаній для альбому та CD синглу в одному році. Twice вийшли на третє місце серед топ виконавців та виконавиць Billboard Japan за підсумками 2017 року.

## Назва
Назву гурту придумав Пак Джиньон (засновник JYPE). За його словами, Twice (з англ. Двічі) було вибрано тому, що «гурт буде торкатися людських сердець двічі: один раз через вуха, другий через очі». Фанати гурту отримали назву «Once» (з англ. «Одного разу», зазвичай стилізується як ONCE, читається «Ванс»), що ілюструє вислів учасниць «якщо ви полюбили нас одного разу, ми відплатимо своєю любов'ю у двічі більше».

## Кар'єра

### До дебюту
19 грудня 2013 року JYP Entertainment оголосили, що вони збираються створити новий жіночий гурт, перший після дебюту Miss A, у першій половині 2014 року. 27 лютого 2014 року стажистки гурту JYPE Лена та Сесілія були затверджені учасницями гурту, також були чутки щодо інших учасниць гурту — стажистки JYPE Найон, Чоньон, Джихьо та Міньон. Дебют гурту був скасований, коли Лена та Сесілія покинули компанію.
11 лютого 2015 року Пак Джиньон (засновник JYPE) оголосив, що 7 учасниць гурту будуть вибрані за допомогою шоу Sixteen на каналі Mnet. Шоу почалося 5 травня, а закінчилося 7 липня і до складу гурту ввійшли Найон, Чонйон, Сана, Джіхьо, Міна, Дахьон. Чейон, але до гурту додали Цзуї, яка була найвідомішою серед глядачів, та Момо, яка мала відмінні танцювальні навички. 10 липня Twice приєдналися до Instagram, і того ж дня вийшла перша серія Twice TV.

### 2015: Дебют з мініальбомомThe Story Begins

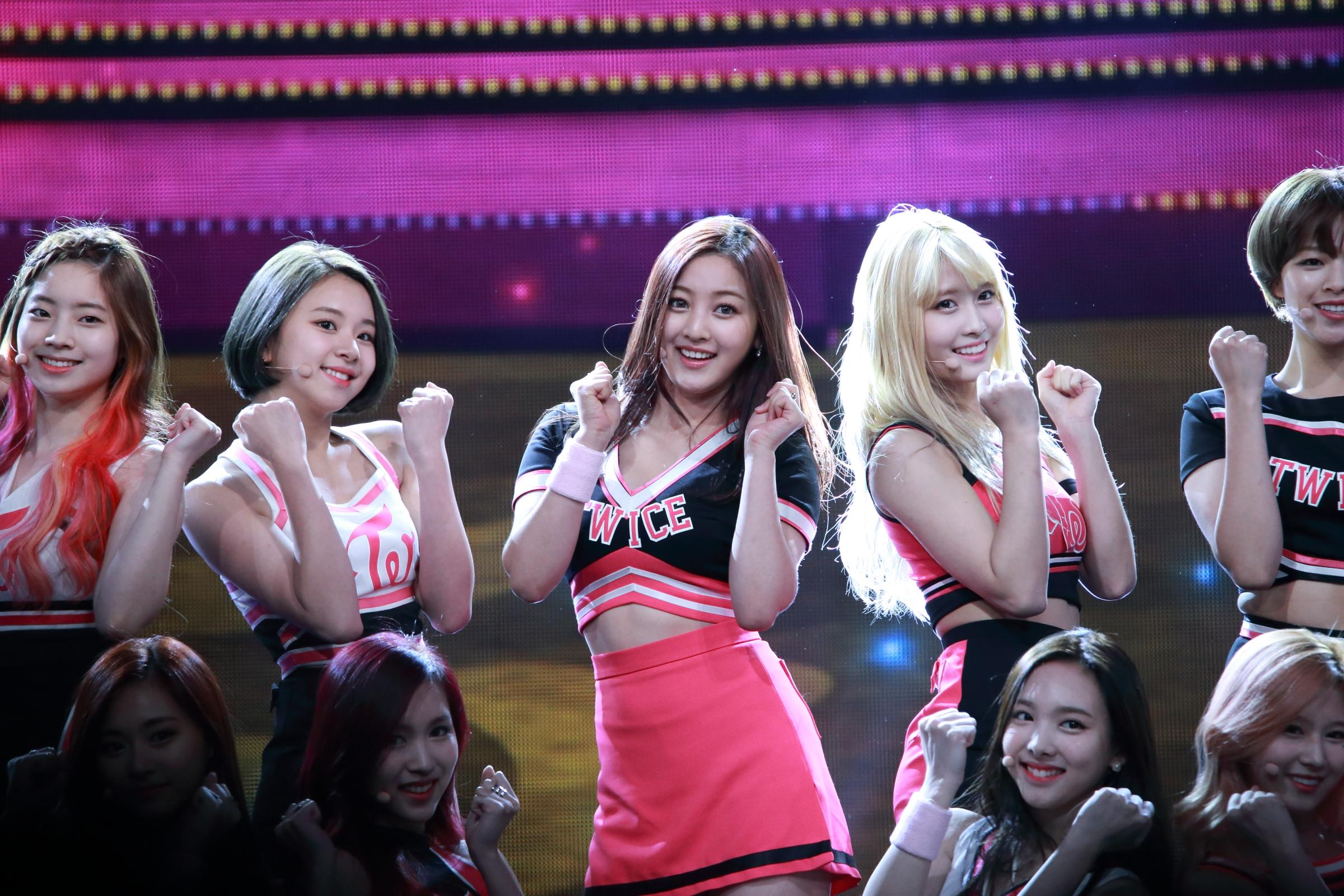
TWICE у 2015 році

7 жовтня було запущено сайт гурту, де повідомили про дебют Twice з мініальбомом The Story Begins. Заголовна пісня «Like Ooh Ahh» була описана як «яскравий поп» з елементами хіп-хопу, року та R&B. Композиторами заголовного синглу виступила команда Black Eyed Pilseung. 20 жовтня відбулася прем'єра альбому і відеокліпу. У той же день гурт виконав «Like Ooh Ahh» разом з танцювальними треками «Must Be Crazy» і «Do It Again». Менш, ніж за п'ять місяців кліп набрав понад 50 мільйонів переглядів, станом на грудень 2021, на відеокліпі вже близько 430 мільйонів переглядів. 3 листопада було дано офіційну назву фан-клубу TWICE — «ONCE».

### 2016:Page Two,TWICEcoaster: Lane 1
Twice повернулися 25 квітня 2016 року з другим мініальбомом Page Two. Заголовною піснею стала «Cheer Up», яка принесла гурту шалену популярність. 5 травня Twice отримали свою першу нагороду на музичному шоу M Countdown, далі були перемоги на Music Bank та Inkigayo, а за весь промоушен вони отримали 11 перемог.

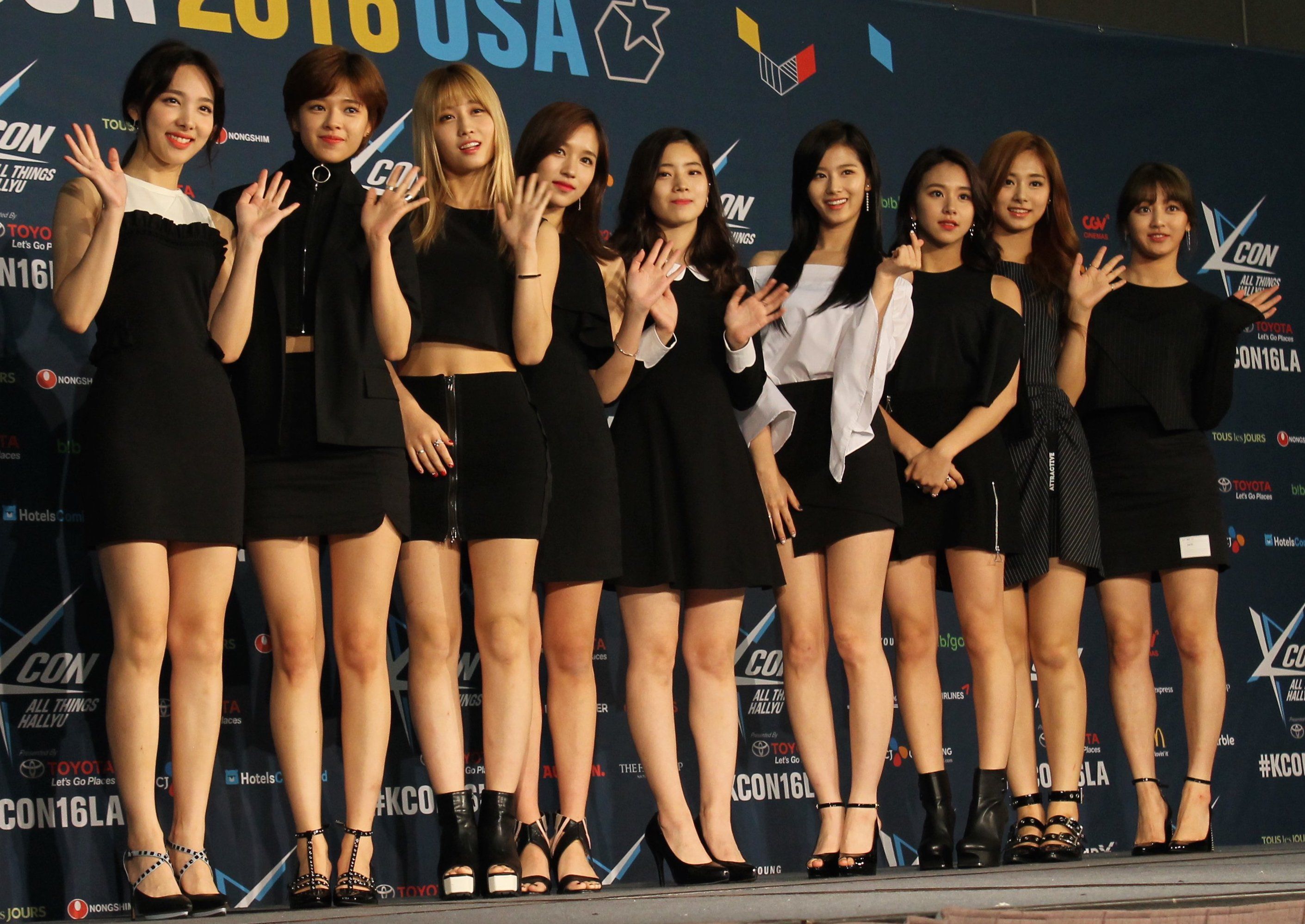
Twice на KCON LA у 2016 році

16 серпня було оголошено, що альбом Page Two розійшовся тиражом в 150 тисяч проданих копій, зробивши Twice першим жіночим гуртом, чий альбом розпродали у кількості понад 100 тисяч копій до кінця року. 23 вересня TWICE оголосили про свої два офіційних кольори: абрикосовий і неоно-малиновий.
10 жовтня JYPE опублікували розклад для третього мініальбому TWICEcoaster: Lane 1. Згідно з цим розкладом новий альбом і кліп на заголовну пісню будуть випущені 24 жовтня. 19 жовтня TWICE випустили офіційний лайстік «Candy Bong» для свого фандому, назва якого була навіяна піснею «Candy Boy» з дебютного мініальбому гурту The Story Begins. На честь першої річниці після дебюту, TWICE представили свою нову пісню «One in a Million» в прямому ефірі трансляції на Naver V Live 20 жовтня в 22:30 за корейським часом. 24 жовтня TWICE випустили третій мініальбом і кліп на заголовну пісню «TT», який за добу набрав 5,9 мільонів переглядів на YouTube. У той же день TWICE провели шоукейс, на якому виступили з «One in a Million», «TT» і «Jelly Jelly». За весь час пісня «TT» отримала 13 перемог.
19 листопада гурт вийграв в номінації «Пісня Року» на щорічній премії Melon Music Awards, що стало їх першим десаном з моменту свого дебюту. 2 грудня вони знову перемогли в номінації «Пісня Року» на Mnet Asian Music Awards. 19 грудня відбувся реліз різдвяної версії альбому TWICEcoaster: Lane 1.

### 2017:TWICEcoaster: Lane 2, перший тур,Signal,перший студійний альбомTwicetagram, японський дебют

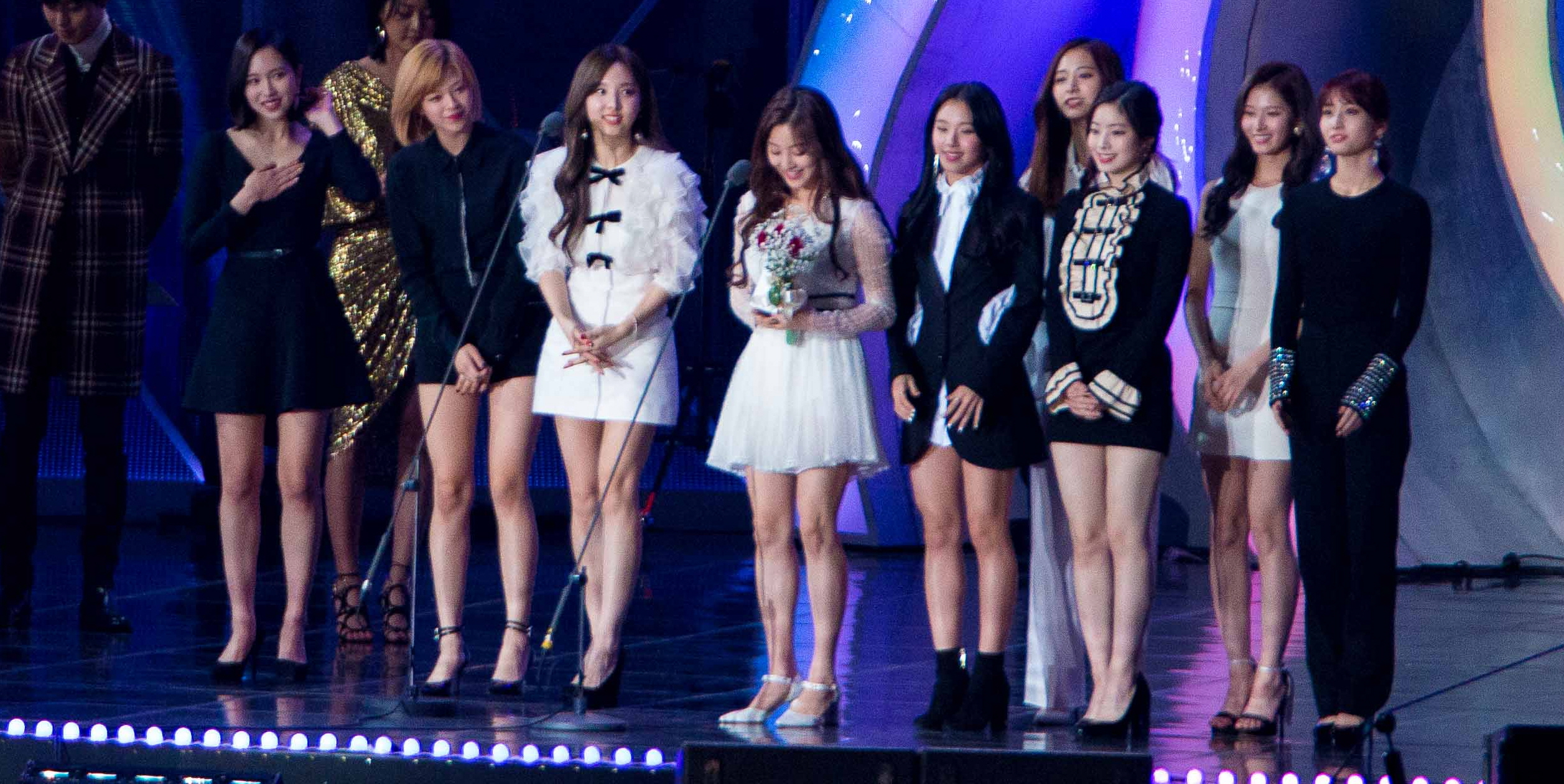
Twice у 2017 році

10 січня JYPE оголосив про перше сольне концертне турне. Триденний розпроданий концерт під назвою «Twice 1st Tour: Twiceland — The Opening». Відкриття відбулося 17-19 лютого на фестивалі SK Olympic Handball Gymnasium. Тур по Таїланду та Сінгапуру була також проведено після першої зупинки в Сеулі. Після корейського концертного туру Twice випустили спеціальний альбом 20 лютого під назвою Twicecoaster: Lane 2, разом із його заголовним синглом «Knock Knock». Це перевидання Twicecoaster: Lane 1. Після виходу TWICEcoaster: Lane 2 було оголошено, що за тиждень з попереднього замовлення було продано більше 310 тисяч копій. 24 лютого було оголошено, що 28 червня відбудеться офіційний дебют гурту в Японії. Вони випустили збірник #TWICE, що складається з 10 пісень і містить корейські та японські версії «Like Ohh-Ahh», «Cheer Up» і «TT», «Knock Knock» і «Signal». Також було підтверджено, що гурт відвідає ряд японських програм, щоб дати інтерв'ю.
15 травня відбувся реліз четвертого мініальбому Signal, автором і продюсером головного синглу виступив Пак Джиньон. 18 жовтня вийшов перший японський сингл «One More Time». 30 жовтня відбувся реліз першого повноформатного альбому Twicetagram з головним синглом «Likey». Музичне відео було знято у Канаді раніше у вересні. 11 грудня вийшло різдвяне перевидання альбому, що отримало назву Merry & Happy з головним синглом «Heart Shaker».

### 2018: «Candy Pop»,What Is Love?,Wake Me Up,Summer NightsтаBDZ

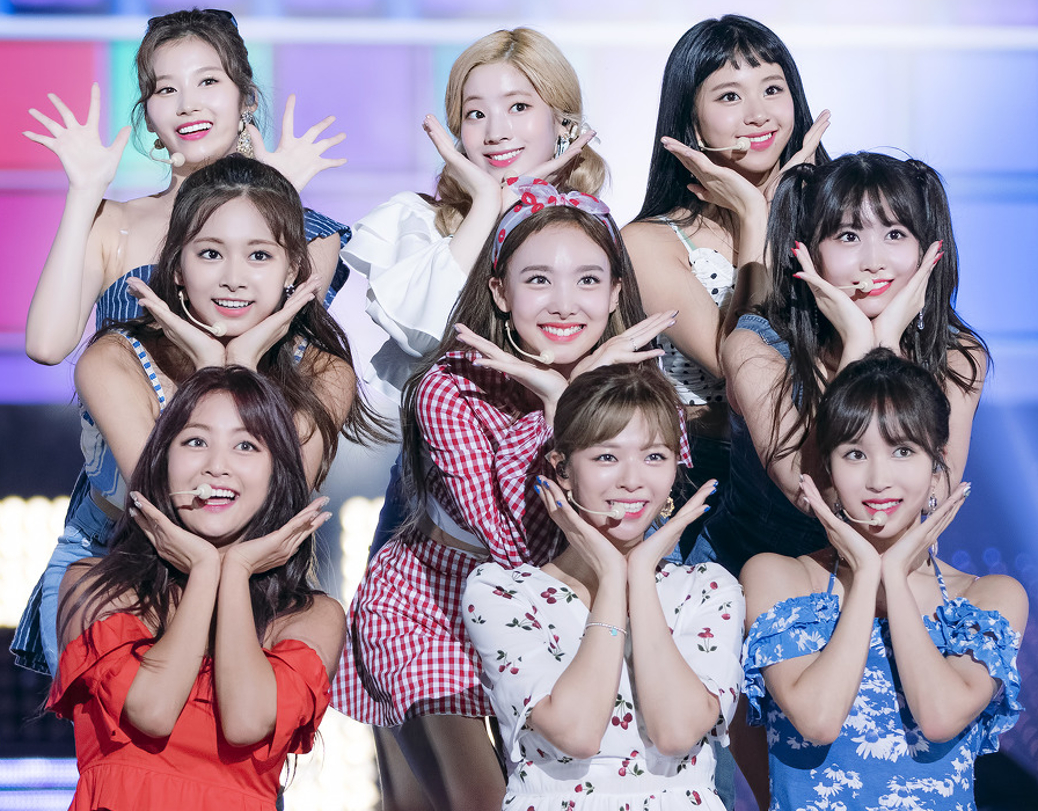
Twice у 2018 році

12 січня 2018 року відбувся пре-реліз нового японського синглу «Candy Pop», випуск CD відбувся 7 лютого. Продажі в перший день склали 117 486 копій, що стало найкращим результатом для всіх корейських жіночих гуртів, які коли-небудь дебютували на японському ринку. Згідно з японським Billboard, попередні замовлення також перевищили поріг в 300 тисяч копій. З 19 січня по 1 лютого гурт також провів ряд японських шоукейсів «Twice Showcase Live Tour 2018 «Candy Pop» в рамках промо-кампанії нового релізу.
9 квітня вийшов п'ятий мініальбом What Is Love? з головним синглом з такою самою назвою. Продажі мініальбому досягли 335 235 копій у перший місяць, завдяки чому Twice та їхній п'ятий мініальбом отримали платинову сертифікацію від KMCA, за кількість продаж вище за 250 000 копій. Це також зробило гурт першим серед жіночих гуртів, що отримали платиновий сертифікат.
16 травня відбувся реліз третього японського синглу «Wake Me Up». Також було оголошено про колаборацію Twice зі спортивним брендом Nike. З 18 по 20 травня Twice провели серію концертів «Twiceland Zone 2: Fantasy Park» в Сеулі. Це були перші корейські концерти гурту за останні 11 місяців. 30 травня було анонсовано, що Twice також випустять саундтрек «I Want You Back» для японського фільму «Учитель-повелитель», реліз якого відбувся 1 серпня.
9 липня вийшло спеціальне перевидання What Is Love? — Summer Nights, що також стало першим літнім релізом гурту. Згідно з даними альбомного чарту Hanteo, за перший день продажі перевидання склали 33 665 копій, що є третім кращим результатом серед жіночих гуртів за першу половину 2018 року і найкращим результатом для ріпак-альбому серед усіх жіночих гуртів.
12 вересня Twice випустили свій перший повноформатний японський альбом BDZ. За результатами продажів як і за перший тиждень, так і за місяць в цілому, він став № 1 в японському альбомному чарті, а також отримав платинову сертифікацію за 250 тисяч проданих копій. 18 жовтня стало відомо, що в 2019 році Twice вирушає у свій перший японський Доум-тур, і стануть першим жіночим корейським гуртом, яка проведе концерти суто на найбільших майданчиках Японії. Вони також стануть лише третім корейським жіночим гуртом (після Girls' Generation і KARA), яка виступила в Tokyo Dome, і першою серед третього покоління к-попа.
20 жовтня, в день третьої річниці гурту з дня дебюту були опубліковані тизери до майбутнього шостого мініальбому Yes or Yes, реліз якого відбувся 5 листопада. 22 жовтня відбувся попередній реліз нового японського синглу «Stay By My Side», який увійде в розширене видання BDZ; вихід відбувся 26 грудня. 12 грудня вийшло спеціальне новорічне перевидання The Year of 'Yes', промоушен не проводився.

### 2019:#TWICE2,Fancy You, світовий тур,Feel Specialта&Twice
11 січня 2019 року був представлений відеокліп на японську версію синглу «Likey», відзнятий разом з оригіналом ще в жовтні 2017 року. 6 березня вийшов другий японський збірник хітів #TWICE2, куди увійшли японські версії останніх релізів гурту («Likey», «Heart Shaker», «What Is Love?», «Dance The Night Away» і «Yes or Yes») разом з корейськими оригіналами, а також музичні кліпи на обидві версії кожної пісні. 22 квітня відбувся реліз сьомого мініальбому Fancy You, кліп же був заздалегідь відзнято ще в лютому. 8 квітня був також анонсований перший світовий тур TWICE WORLD TOUR 2019, в рамках якого гурт вперше відвідає Лос-Анджелес, Мехіко, Ньюарк і Чикаго.

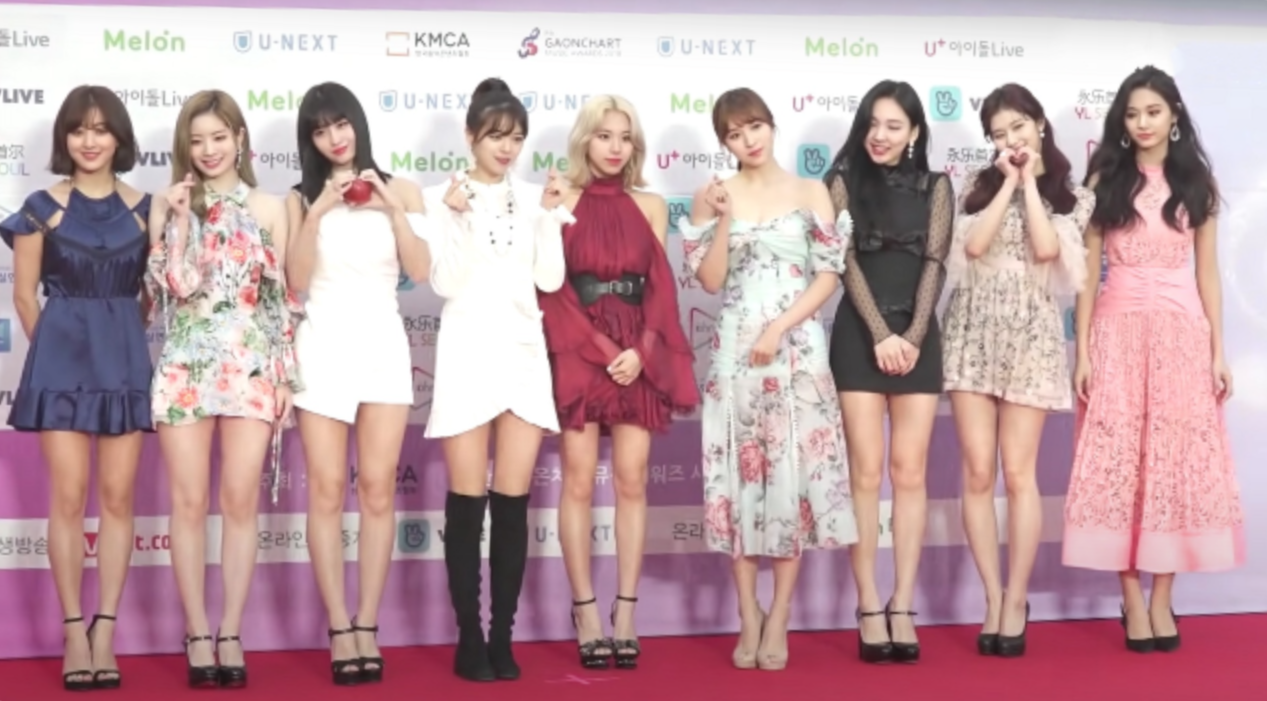
Twice у 2019 році

12 червня Twice випустили сингли «Happy Happy» та «Breakthrough» в цифровому форматі. 17 липня було додано дванадцять додаткових японських концертів в рамках світового туру. У той же день «Happy Happy» вийшов на фізичних носіях, а «Breakthrough» вийшов через тиждень, 24 липня. Обидві пісні отримали платинові сертифікати RIAJ.
8 серпня стало відомо, що гурт зняв новий відеокліп, і JYP Entertainment підтвердив, що Twice готується до повернення без визначеної дати. 26 серпня була прийнята остаточна дата до повернення наприкінці вересня. 23 вересня гурт випустив свій восьмий мініальбом Feel Special, разом з музичним відео для заголовного синглу. Ведучий сингл посів друге місце в рейтингу цифрових продажів пісень Billboard, який раніше посів перше місце в 2017 році з «Likey». 30 вересня Twice побили власний рекорд продажів альбомів за перший тиждень з Feel Special, раніше займав рекорд Fancy You. Twice випустили свій другий японський студійний альбом &Twice 20 листопада. Його сингл «Fake & True» попередньо вийшов у вигляді цифрового синглу 18 жовтня.
У 2019 Twice продали понад мільйон альбомів на Gaon, досягнувши цього рівня третій рік поспіль. В Японії Twice перевершили рекордні продажі в 5 мільярдів ієн в 2019 році. Гурт був найпродаванішим іноземним артистом і посів четверте місце в загальному рейтингу в категорії «Продажі артистів» в 52-му щорічному рейтингу Oricon. На Billboard Japan Twice зайняли п'яте місце в категорії «Найкращий артист» в рейтингу на кінець 2019 року. Вони входили в п'ятірку кращих вже протягом трьох років поспіль. Гурт також став п'ятим за кількістю стрімів Spotify в країні.

### 2020: перевидання&Twice,просування в США, Twice: Seize the light,More&MoreтаEyes Wide Open
Twice випустили перевидання &Twice 5 лютого 2020 року, додавши нову пісню під назвою «Swing» разом з новою версією музичного кліпу «Fake & True» під назвою «The Truth Game».
У жовтні 2019 року JYP Entertainment оголосили, що група додала дві зупинки до свого світового туру «Twicelights» у Tokyo Dome. Додаткові концерти спочатку планувалося провести 3–4 березня 2020 року, квитки були розпродані протягом трьох хвилин. Однак через занепокоєння щодо пандемії COVID-19 концерти в Токіо були перенесені на 15–16 квітня, але зрештою були скасовані взагалі. Вихід на біс під назвою «Twicelights World Tour Finale» спочатку мав відбутися в Сеулі 7 і 8 березня 2020 року на арені KSPO Dome, але врешті також був скасований через пандемію. 24 лютого було оголошено, що група підписала контракт з Republic Records для просування в Сполучених Штатах у рамках партнерства JYP Entertainment із лейблом. 20 квітня було повідомлено, що Twice готується до випуску нового корейського альбому в червні. Дев'ятий корейський міні-альбом гурту More & More був випущений 1 червня з однойменним головним синглом. Через місяць після випуску Gaon зафіксував понад 563 000 продажів альбому, що зробило його не тільки альбомом-бестселером Twice на сьогоднішній день, але також встановило рекорд за найвищим обсягом продажів альбому жіночої групи в історії Gaon Chart. More & More дебютував під номером 200 у Billboard 200, зробивши Twice п'ятою південнокорейською жіночою групою, яка увійшла до цього чарту, після Girls' Generation-TTS, Girls' Generation, 2NE1 і Blackpink. Twice також вперше увійшли до Billboard Artist 100, дебютувавши під номером 96. У тому ж місяці вийшов документальний серіал Twice: Seize the Light 29 квітня на YouTube Originals. Серіал складається з дев'яти епізодів, у яких розповідається про учасниць групи та їхню кар'єру від стажерів до першого світового туру «Twicelights».
9 серпня Twice провели свій перший онлайн-концерт під назвою «Twice: World in a Day» як компенсацію за скасований на початку року «Twicelights World Tour Finale». Група співпрацювала з платформою Beyond Live, запущеною SM Entertainment, і Naver Corporation, ставши першим виконавцем за межами SM Entertainment, який влаштував онлайн-концерт за допомогою платформи.
16 вересня Twice випустили свій третій японський альбом-збірку #Twice3, ставшим їхнім сьомим альбомом під номером 1 у Oricon Albums Chart, що зробило Twice другою іноземною виконавицею, яка досягла цього місця після іншої південнокорейської співачки BoA. Пізніше у вересні вперше повідомили про підготовку до нового студійного альбому. 26 жовтня група випустила свій другий корейський студійний альбом Eyes Wide Open з головним синглом «I Can't Stop Me». Через два місяці після випуску Eyes Wide Open, альбом дебютував під номером 72 у американському Billboard 200, позначивши найвищий результат групи в цьому чарті, перевершивши More & More, а також зробивши Twice третім жіночим K-pop-гуртом, який увійшов до топ-100 чарту після 2NE1 і Blackpink.
Потім Twice співпрацювали із віртуальною жіночою групою K/DA: учасниці Найон, Сана, Джіхьо та Чейон брали участь у пісні «I’ll Show You» у складі першого мініальбому K/DA All Out, випущеного 6 листопада. Чотири учасниці групи виконали пісню разом із американськими співаками та авторами пісень Bekuh Boom та Аннікою Веллс. Після цього, 11 листопада Twice випустили свій сьомий японський сингл під назвою «Better» для цифрового завантаження та потокового мультимедіа, разом зі стороною Б «Scorpion», а 18 листопада був випущений фізичний сингл. Пісня дебютувала під номером 3 у Billboard Japan Hot 100 із 93 548 проданими одиницями протягом 16–22 листопада. Потім група дебютувала на телебаченні в США, появившись в серії «#PlayAtHome» Пізнього шоу зі Стівеном Кольбером 30 листопада, і виконавши свою пісню «I Can't Stop Me».
1 грудня було повідомлено, що альбоми Twice досягли загальних продажів у понад 5,81 мільйона копій на Gaon. Беручи до уваги продажі групи в Японії, Twice перевищив 10 мільйонів копій альбомів, проданих в обох країнах. Під час свого виступу на Mnet Asian Music Awards 2020 6 грудня Twice несподівано виконали свою неопубліковану пісню під назвою «Cry For Me», який група описала як подарунок для своїх шанувальників, а після великого попиту, пісня була офіційно випущена як цифровий сингл 18 грудня. Пісня дебютувала на вершині чарту Billboard World Digital Song Sales від 2 січня 2021 року, а також стала третім записом групи в Billboard Global Excluding US Chart, дебютувавши на 122 місці.

## Учасниці

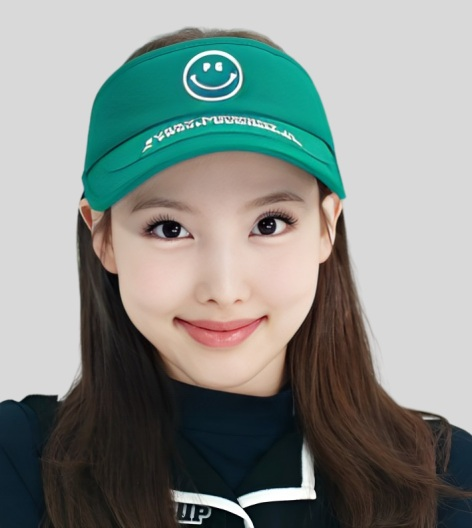
Найон
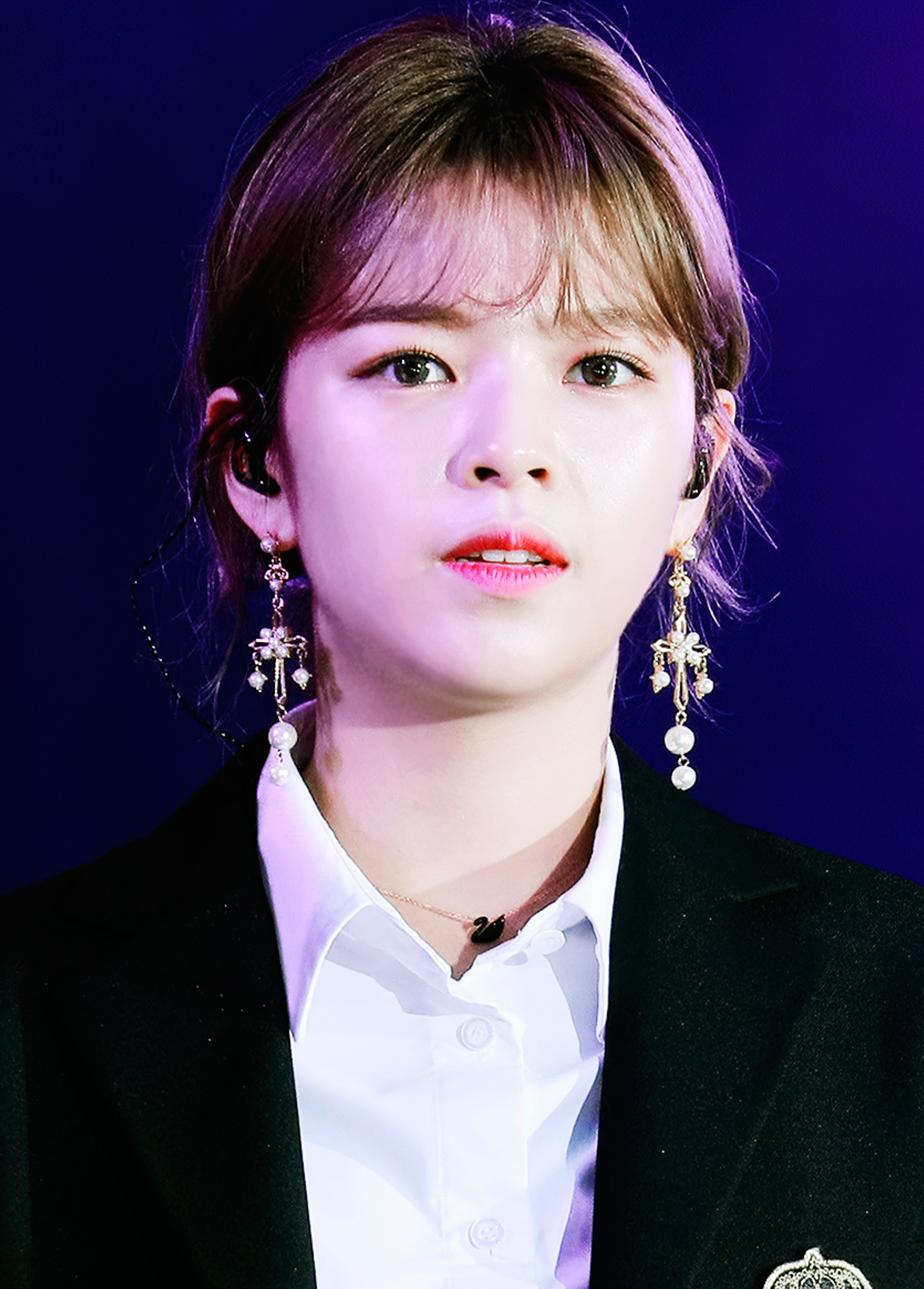
Чоньон
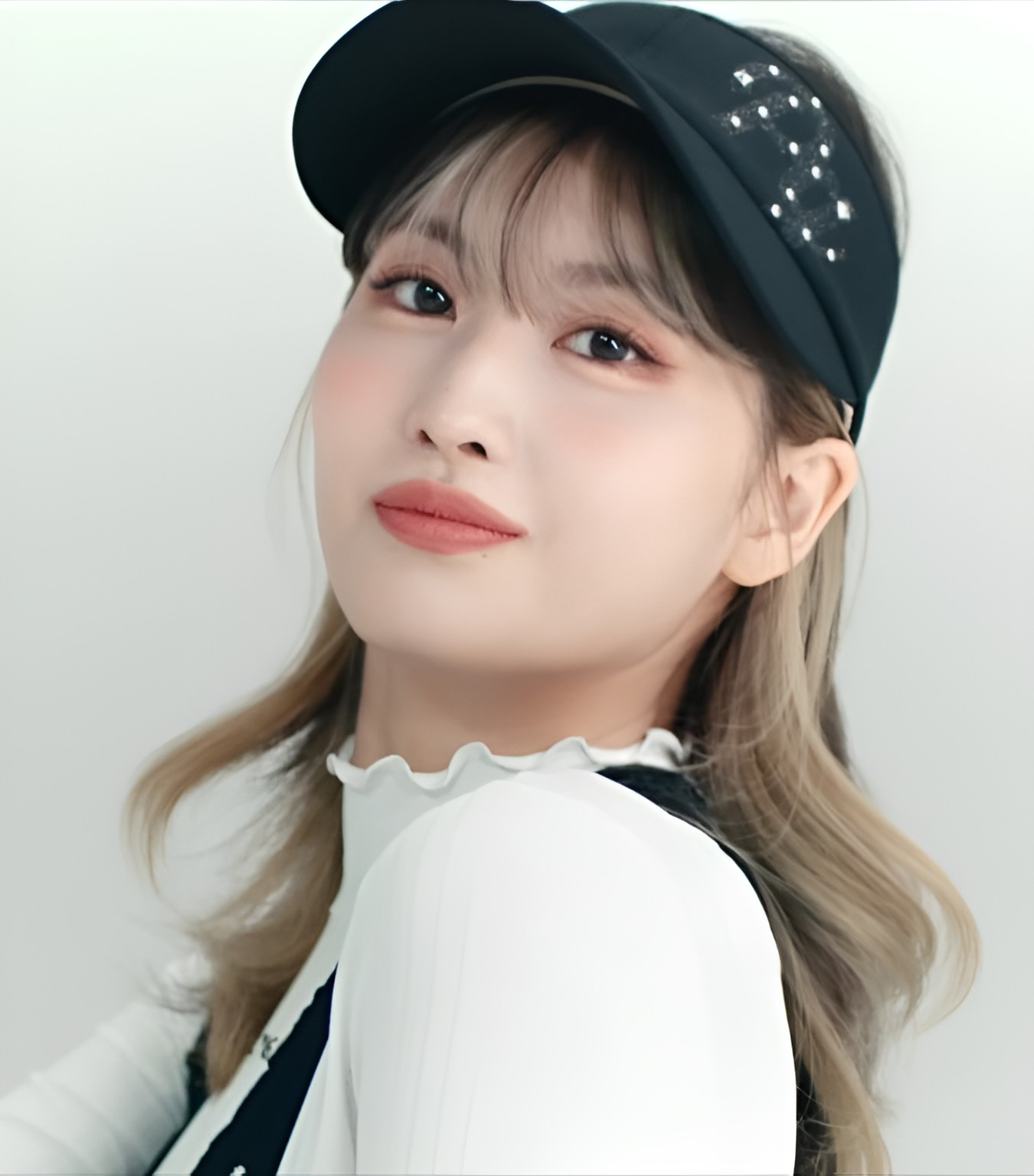
Момо
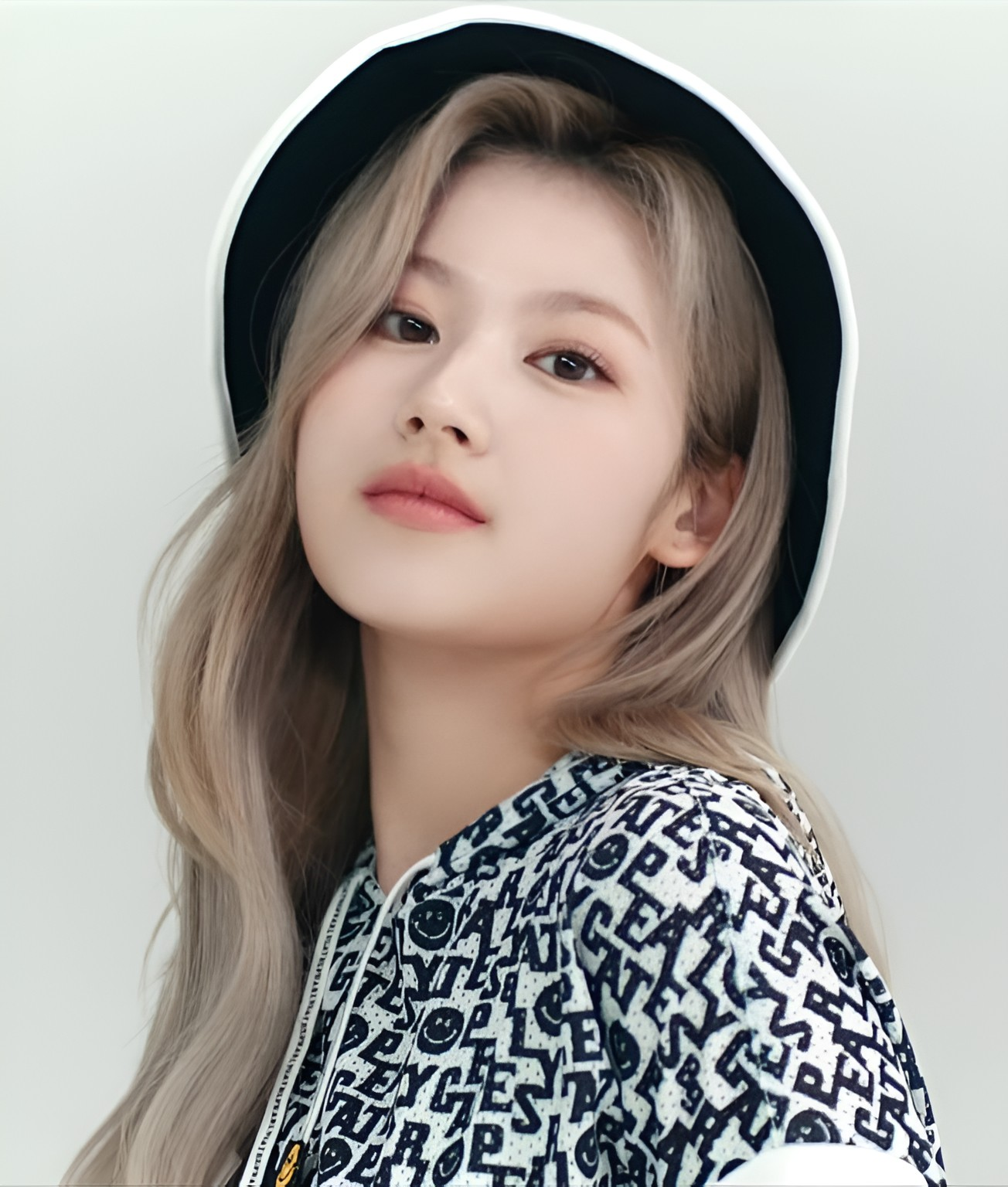
Сана
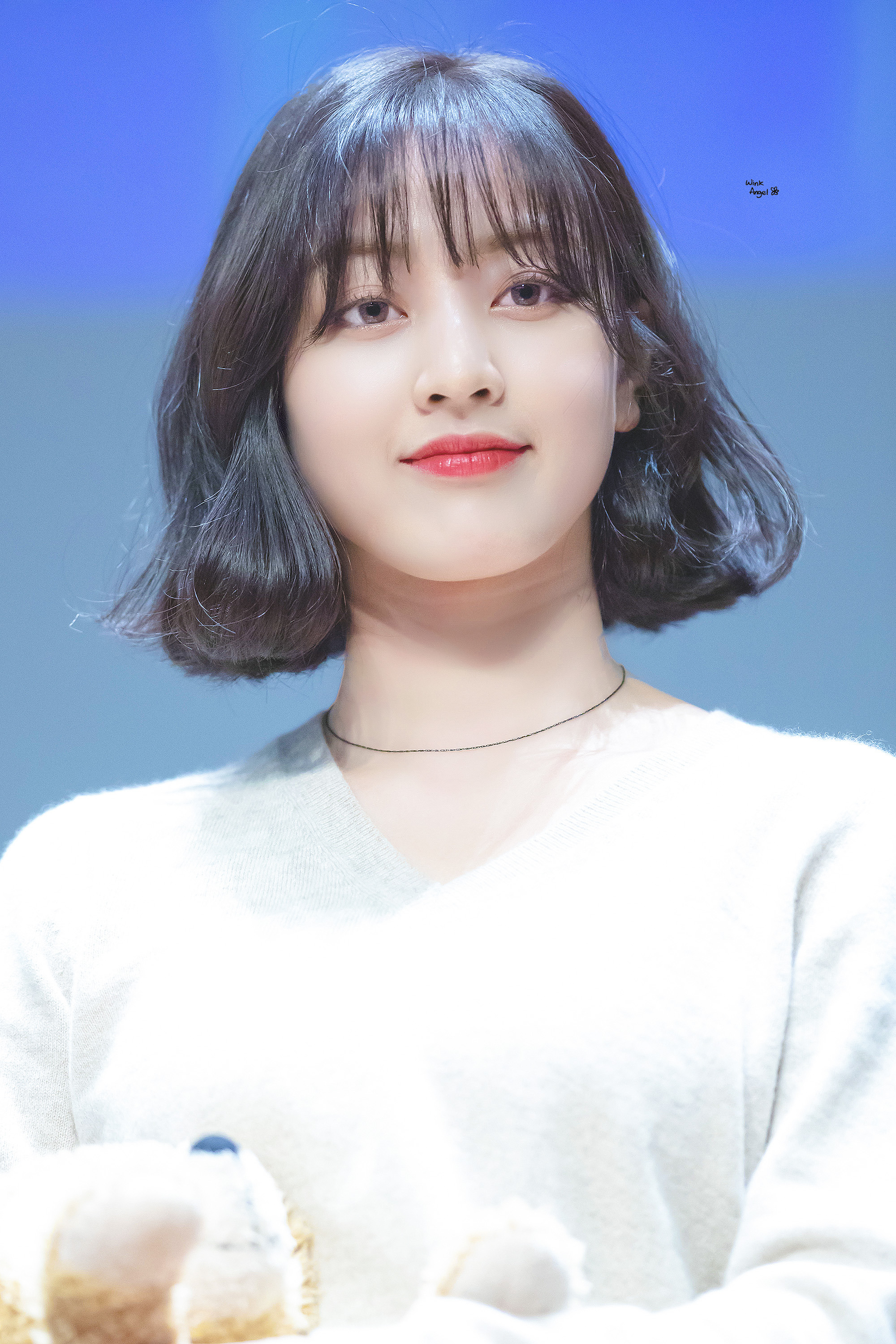
Джіхьо
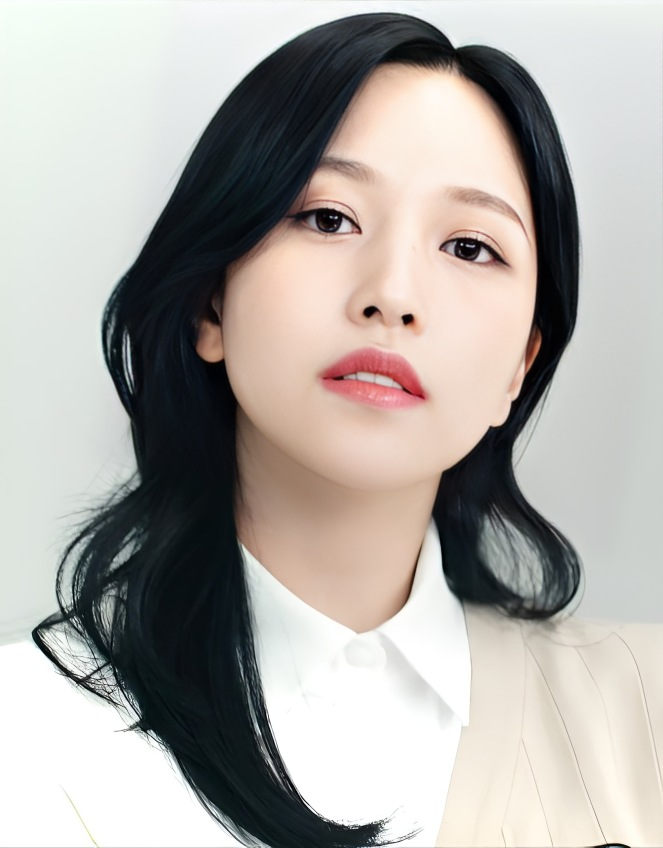
Міна
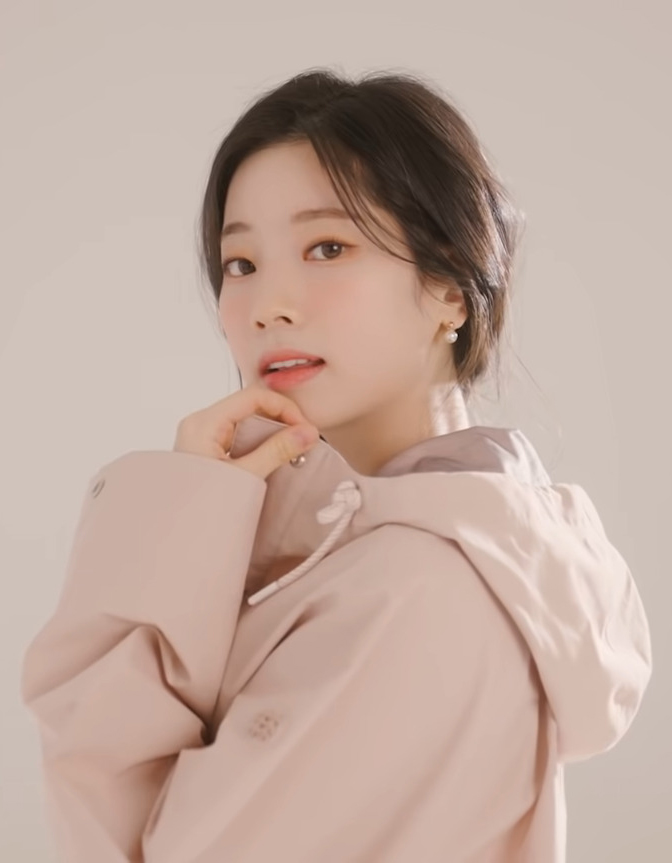
Дахьон
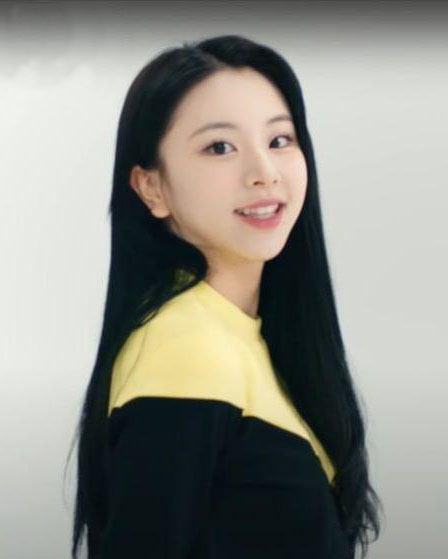
Чейон
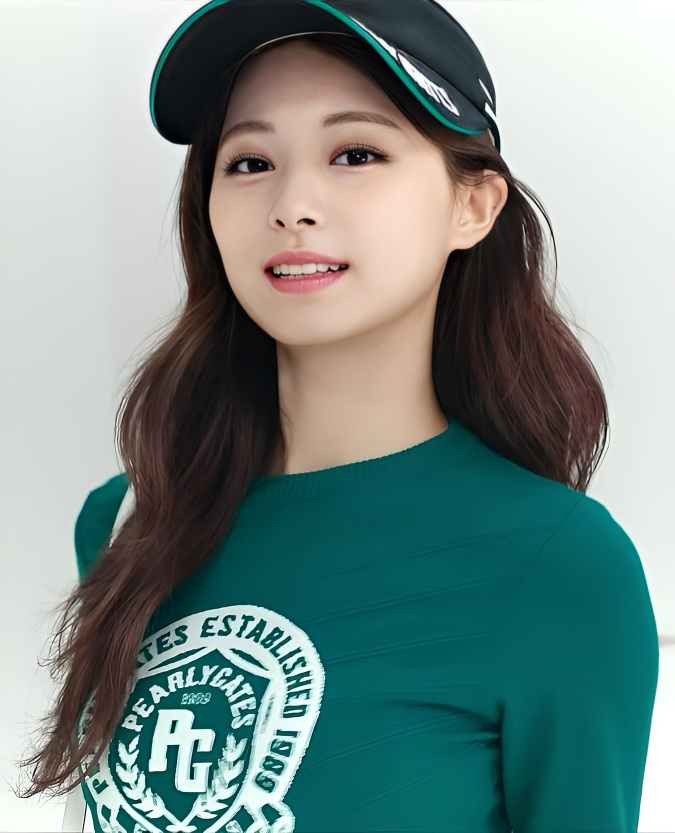
Цзуї

| Сценічне ім'я | Сценічне ім'я | Сценічне ім'я | Справжнє ім'я   | Справжнє ім'я   | Справжнє ім'я     | Дата народження             | Позиція в гурті                          |
| Українською   | Латиницею     | Хангилем      | Українською     | Латиницею       | Хан. / яп. / кит. | Дата народження             | Позиція в гурті                          |
| ------------- | ------------- | ------------- | --------------- | --------------- | ----------------- | --------------------------- | ---------------------------------------- |
| Найон         | Nayeon        | 나연          | Ім Найон        | Im Nayeon       | 임나연            | 22 вересня 1995 (29 років)  | Ведуча вокалістка, ведуча танцюристка    |
| Чоньон        | Jeongyeon     | 정연          | Ю Чоньон        | Yoo Jeongyeon   | 유정연            | 1 листопада 1996 (28 років) | Ведуча вокалістка                        |
| Момо          | Momo          | 모모          | Хіраї Момо      | Hirai Momo      | 平井 もも         | 9 листопада 1996 (28 років) | Головна танцюристка, вокалістка, реперка |
| Сана          | Sana          | 사나          | Мінатозакі Сана | Minatozaki Sana | 湊崎 紗夏         | 29 грудня 1996 (28 років)   | Вокалістка, танцюристка                  |
| Джіхьо        | Jihyo         | 지효          | Пак Джіхьо      | Park Jihyo      | 박지효            | 1 лютого 1997 (28 років)    | Лідерка, головна вокалістка              |
| Міна          | Mina          | 미나          | Мьоі Міна       | Myoui Mina      | 名井 南           | 24 березня 1997 (28 років)  | Головна танцюристка, вокалістка          |
| Дахьон        | Dahyun        | 다현          | Кім Дахьон      | Kim Dahyun      | 김다현            | 28 травня 1998 (26 років)   | Ведуча реперка, вокалістка               |
| Чейон         | Chaeyoung     | 채영          | Сон Чейон       | Son Chaeyoung   | 손채영            | 23 квітня 1999 (25 років)   | Головна реперка, вокалістка              |
| Цзиюй         | Tzuyu         | 쯔위          | Чжоу Цзуї       | Chou Tzuyu      | 周子瑜            | 14 червня 1999 (25 років)   | Ведуча танцюристка, вокалістка, макне    |

### Хронологія
У липня 2019 Міна взяла перерву через тривожний розлад і сценічне хвилювання. Вона повернулася до діяльності в гурті у лютому 2020.
У жовтні 2020 Чоньон взяла перерву через тривожний розлад. Вона поновила активність у Twice у січні 2021 і взяла участь у 30-ій церемонії нагородження Seoul Music Awards. У період з серпня по листопад 2021 Чоньон знов брала перерву через паніку та тривожний розлад.

### Саб-юніт
Ще у 2012 році JYP готувала до дебюту японський дівочий гурт за участі Сани та Момо в Японії. Але через погіршення корейсько-японських відносин створення нового гурту відклали на невизначений термін. У лютому 2023 проєкт було відновлено - Сана, Момо та Міно сформували саб-юніт MiSaMo. Тріо випустило пісню «Bouquet», що стала саундтреком до японського телесеріалу TV Asahi Liaison: Children's Heart Clinic, а 26 липня 2023 року вийшов їхній дебютний мініальбом Masterpiece.

## Дискографія
| - Twicetagram (2017) - Eyes Wide Open (2020) - Formula of Love: O+T=<3 (2021) | - BDZ (2018) - &Twice (2019) - Perfect World (2021) - Celebrate (2022) - DIVE (2024) |

## Фільмографія

### Реаліті-шоу
| Рік  | Назва                                       | Мережа                         | Прим.   |
| ---- | ------------------------------------------- | ------------------------------ | ------- |
| 2015 | Sixteen                                     | Mnet                           | [ 115 ] |
| 2015 | Twice TV                                    | Naver TV Cast V Live           | [ 116 ] |
| 2015 | Twice TV2                                   | Naver TV Cast V Live           | [ 117 ] |
| 2016 | Twice's Private Life                        | Mnet                           |         |
| 2016 | Twice TV Begins                             | V Live                         |         |
| 2016 | Twice TV School Meal Club's Great Adventure | V Live                         |         |
| 2016 | Twice TV3                                   | Naver TV Cast V Live           |         |
| 2016 | Twice TV4                                   | Naver TV Cast V Live           |         |
| 2016 | Twice TV Special                            | Naver TV Cast V Live           |         |
| 2017 | Twice — Lost: Time                          | JTBC, V Live                   |         |
| 2017 | Twice TV5: Twice in Switzerland             | V Live, MBC Every 1, MBC Music |         |
| 2017 | Twice TV6                                   | Naver TV Cast, V Live          |         |
| 2018 | Twice TV 2018                               | Naver TV Cast V Live YouTube   |         |
| 2018 | Twice TV: What is Love?                     | Naver TV Cast V Live YouTube   |         |
| 2018 | Twice TV: Dance The Night Away              | Naver TV Cast V Live YouTube   |         |
| 2018 | Twice TV: Yes or Yes                        | Naver TV Cast V Live YouTube   |         |
| 2018 | Twice TV: The Best Thing I Ever Did         | Naver TV Cast V Live YouTube   |         |
| 2019 | Twice TV: Fancy                             | Naver TV Cast V Live YouTube   |         |
| 2019 | Twice in Hawaii                             | AbemaTV                        |         |
| 2019 | Twice TV: Feel Special                      | Naver TV Cast V Live YouTube   |         |
| 2020 | Time To Twice                               | Naver TV Cast V Live YouTube   |         |
| 2020 | Twice: Seize the Light                      | YouTube                        |         |
| 2020 | Time To Twice: Karaoke Battle               | Naver TV Cast V Live, YouTube  |         |
| 2020 | Twice TV: More&More                         | Naver TV Cast V Live, YouTube  |         |

### DVD-видання
| Рік  | Назва                                           | Пр-ки   |
| ---- | ----------------------------------------------- | ------- |
| 2016 | Page Two Monograph                              | [ 118 ] |
| 2016 | 2017 Season's Greetings                         | [ 119 ] |
| 2017 | Twicecoaster: Lane 1 Monograph                  | [ 120 ] |
| 2017 | Twice 1st Photo Book «One in a Million»         | [ 121 ] |
| 2017 | Twice Super Event                               | [ 122 ] |
| 2017 | Twicezine: Jeju Island Edition                  | [ 123 ] |
| 2017 | Signal Monograph                                | [ 124 ] |
| 2017 | Twice Debut Showcase «Touchdown in Japan»       | [ 125 ] |
| 2018 | 2018 Season's Greetings «First Love»            | [ 126 ] |
| 2018 | Twiceland: The Opening                          | [ 127 ] |
| 2018 | Twicetagram Monograph                           | [ 128 ] |
| 2018 | Merry & Happy Monograph                         | [ 129 ] |
| 2018 | Twiceland: The Opening (Encore)                 | [ 130 ] |
| 2018 | Once Begins Twice Fanmeeting                    | [ 131 ] |
| 2018 | 2019 Japan Season's Greetings «Twice Airlines»  | [ 132 ] |
| 2018 | 2019 Season's Greetings «The Roses»             | [ 133 ] |
| 2019 | Twiceland Zone 2: Fantasy Park                  | [ 134 ] |
| 2019 | 2020 Japan Season's Greetings «Illusion»        | [ 135 ] |
| 2020 | Twice Dome Tour 2019 «#Dreamday» in Tokyo Dome" | [ 136 ] |
| 2020 | Twicelights: Twice World Tour 2019              | [ 137 ] |
| 2020 | 2021 Season's Greetings «The Moment Forever»    | [ 138 ] |
| 2020 | 2021 Japan Season's Greetings «On & Off»        | [ 139 ] |
| 2021 | 2022 Japan Season's Greetings «Once-Way»        | [ 140 ] |
| 2021 | 2022 Season's Greetings «Letters To You»        | [ 141 ] |

### Фільми
| Рік  | Назва     | Роль  | Примітки       |
| ---- | --------- | ----- | -------------- |
| 2018 | Twiceland | Камео | Формат ScreenX |

1. ↑  ScreenX багатопроєкційна система, яка забезпечує 270-градусний панорамний огляд.

## Концерти та тури
| Рік       | Назва                                           | К-сть концертів | К-сть відвідувачів |
| --------- | ----------------------------------------------- | --------------- | ------------------ |
| 2017      | Twice 1st Tour: Twiceland — The Opening         | 7               | 36.000             |
| 2018      | Twice Showcase Live Tour 2018 «Candy Pop»       | 8               | 20.000             |
| 2018      | Twice 2nd Tour: Twiceland Zone 2 — Fantasy Park | 10              | 90.000             |
| 2018      | Twice 1st Arena Tour 2018 «BDZ»                 | 8               | 70.000             |
| 2019      | Twice Dome Tour 2019 «#Dreamday»                | 5               | 220.000            |
| 2019-2020 | Twice World Tour 2019—2020 «Twicelights»        | 27              | N/a                |
| 2021-2022 | Twice 4th World Tour «III»                      | 11              | N/a                |